# Parada Justel
Ramón Parada Justel (Esgos, 1871 - Orense, 1902) fue un pintor español de la transición del siglo XIX al XX, renovador de la pintura gallega y miembro de la Generación Doliente.

## Biografía
Sus excepcionales actitudes artísticas van a llevarlo -una vez terminado el bachillerato- desde la ciudad de Orense a Madrid a formarse en la Academia de Bellas Artes de San Fernando,(Escuela Especial de Pintura, Escultura y Grabado), con el número uno en la prueba de acceso. Al final de sus estudios obtiene el premio de Colorido que se convocaba en la Escuela. Con su valía ya reconocida es becado por la Diputación de Orense para residir en Roma, a donde se traslada en 1893. En Roma va a contar pronto con el apoyo de artistas ya consagrados como Villegas, Benlliure, Pradilla o el director de la Academia de Bellas Artes Alejo Vera. A finales de 1894 vuelve a Orense, donde el bagaje adquirido permiten ver el pintor de nuevas exploraciones plásticas, destacando su intervención en la Capilla de San Antonio de la catedral. Medalla en las Exposiciones Generales de Bellas Artes de 1899 y 1901. 
Fallece en 1902 aquejado de tuberculosis, misma enfermedad que atacó a los pintores Jenaro Carrero Fernández, Ovidio Murguía de Castro y Joaquín Vaamonde Cornide junto con los que forma la Generación Doliente, desaparecidos apenas empezado el siglo XX.

## Obra
Gran parte de su obra se encuentra reunida en el Museo Arqueológico Provincial de Orense.
- Los satélites
- La familia de anarquista el día de la ejecución
- Recordando ciertas frases del meeting
- El recuerdo de las joyas
- Otra Elena pompeyana
- Un castellano rancio
- Paisaje de Esgos
- Retrato de Mujer
- Negrita abanicándose
- Paisaje de Ourense
- El Tiempo